# Matrimonio igualitario en Europa

Situación legal de las parejas compuestas por personas del mismo sexo en la Unión Europea
Matrimonios
Uniones civiles
Uniones civiles con derechos limitados
Registro cohabitacional
Derecho de residencia de la pareja extranjera

Países que realizan uniones civiles en Europa
Uniones civiles sin distinción de sexo
Uniones civiles solo para parejas del mismo sexo
Uniones civiles para parejas del mismo sexo reemplazadas por matrimonio igualitario
No legales

En Europa se han debatido propuestas para legalizar el matrimonio y las uniones civiles entre personas del mismo sexo. Actualmente 31 de los 50 países y los 8 territorios dependientes en el continente reconocen algún tipo de unión entre personas LGBT, entre ellos la mayoría de los miembros de la Unión Europea (23/27).
En 2024, diecinueve países europeos reconocen legalmente y celebran matrimonios entre personas del mismo sexo: Alemania, Andorra, Austria, Bélgica, Dinamarca, 
Eslovenia, España, Finlandia, Francia, Grecia, Irlanda,  Islandia, Luxemburgo, Malta, Noruega,  Países Bajos, Portugal, Reino Unido, Suecia y  Suiza. Otros once países europeos reconocen legalmente alguna forma de unión civil, Croacia, Chipre, Estonia, Hungría, Italia, Liechtenstein, Mónaco, Montenegro, República Checa y San Marino.
Polonia reconoce la convivencia privada y consentida de dos personas (independientemente de la orientación sexual o el tipo de relación, incluidas las relaciones no sexuales no íntimas) con derechos limitados. Aunque no reconocen las uniones entre personas del mismo sexo, Bulgaria, Letonia, Lituania y Rumania están obligados por una sentencia del Tribunal de Justicia de la Unión Europea a reconocer los matrimonios entre personas del mismo sexo celebrados dentro de la Unión Europea y reconocer el derecho de residencia a los cónyuges de ciudadanos europeos, aunque esta sentencia no siempre se respeta en la práctica, como en el caso de Rumania, que no la ha implementado.
Del grupo de países que habilitaron el matrimonio igualitario, algunos aún permiten las uniones civiles, p. ej., los países del Benelux, Francia y el Reino Unido, mientras que Alemania, Irlanda y los países nórdicos han abolido su legislación sobre unión civil previa al matrimonio, de modo que las uniones existentes permanecen pero no es posible crear nuevas.
Varios países europeos no reconocen las uniones entre personas del mismo sexo. Entre los países que definen el matrimonio como la unión conyugal entre un hombre y una mujer en sus constituciones están Armenia, Bielorrusia, Bulgaria, Croacia, Eslovaquia, Georgia, Hungría, Letonia, Lituania, Moldavia, Montenegro, Polonia, Rusia, Serbia y Ucrania. Sin embargo, de este grupo Croacia, Hungría y Montenegro reconocen las parejas del mismo sexo, mientras que Armenia técnicamente a los matrimonios entre personas del mismo sexo celebrados en el extranjero (aunque se desconoce el grado de reconocimiento y no hay casos documentados hasta la fecha). Aunque Italia, que ya ofrece en algunas regiones registros de parejas de hecho, Chipre y Polonia también se han planteado una regularización estatal de las parejas del mismo sexo, la oposición política conservadora y la influyente jerarquía católica (en el caso de Italia y Polonia) y ortodoxa (en el caso de Chipre) hacen improbable que estas propuestas se hagan efectivas a corto plazo.

## Situación actual

### Organismos internacionales

#### Tribunal Europeo de Derechos Humanos
A lo largo de los años, el Tribunal Europeo de Derechos Humanos (TEDH) ha recibido casos que cuestionan la falta de reconocimiento legal de las parejas del mismo sexo en ciertos Estados miembro del Consejo de Europa, aunque ha sostenido que la Convención Europea de Derechos Humanos (CEDH) requiere que estos proporcionen reconocimiento legal, sin obligación que el matrimonio sea habilitado a parejas del mismo sexo.
En Schalk and Kopf v Austria (24 de junio de 2010), el TEDH falló que la CEDH no obliga a los Estados miembro a legislar o reconocer legalmente los matrimonios entre personas del mismo sexo. Sin embargo, esta corte internacional, por primera vez, admitió las relaciones entre personas del mismo sexo como una forma de «vida familiar».
En Vallianatos and Others v Greece (7 de noviembre de 2013), el TEDH sostuvo que la exclusión de las parejas del mismo sexo del registro de una unión civil —una forma legal de unión disponible para las parejas del sexo opuesto— viola la Convención. Grecia había promulgado una ley en 2008 que establecía uniones civiles solo para parejas del sexo opuesto. Una nueva ley de 2015 amplió los derechos de asociación a parejas del mismo sexo.
Oliari and Others v Italy (21 de julio de 2015) fue más allá y estableció una obligación positiva para los Estados miembro otorgaran reconocimiento legal a las parejas del mismo sexo. Italia violó así la Convención y finalmente implementó las uniones civiles en 2016. La decisión sentó un precedente para posibles casos futuros con respecto a los Estados miembro, ciertos territorios británicos y neerlandeses y Estados con reconocimiento limitado (excepto Kosovo), que actualmente no reconocen el derecho a la vida familiar de las parejas del mismo sexo.
Chapin and Charpentier v France (9 de junio de 2016) reafirmó en gran medida a Schalk and Kopf v Austria, sosteniendo que negar el acceso al matrimonio a una pareja del mismo sexo no viola la Convención. En el momento de la sentencia, Francia ya permitía el matrimonio entre personas del mismo sexo, aunque el caso se había originado en 2004, cuando solo el pacto civil de solidaridad (pacs) estaba disponible para las parejas del mismo sexo en Francia.

#### Unión Europea
En 2003 la Comisión Anual de Libertades del Parlamento Europeo presentó un informe, que finalmente no fue aprobado, en el que se pretendía instar a los países miembros a reconocer a las parejas homosexuales los mismos derechos de las heterosexuales. Aunque el texto fue rechazado por 279 votos contra 259 y 9 abstenciones, el Parlamento Europea aconsejó la inclusión en su agenda política el debate sobre los matrimonios homosexuales.
En el Parlamento Europeo se produjo un debate sobre cómo exigir a sus Estados miembro que reconozcan los matrimonios entre personas del mismo sexo celebrados en otros Estados miembro, así como las uniones civiles o uniones registradas de ciudadanos europeos, a fin de garantizar el derecho a la libertad de movimiento de los miembros de la familia de sus ciudadanos. El informe fue aprobado el 15 de enero de 2009 por 401 votos contra 220 y 67 abstenciones.
La Directiva 2004/38/CE relativa al derecho de los ciudadanos de la Unión y de los miembros de sus familias a circular y residir libremente en el territorio de los Estados miembros requiere que los países que legalizaron uniones de personas del mismo sexo reconozcan las parejas de los demás con el fin de proteger la libertad de movimiento. Sin embargo, el Parlamento Europeo ha aprobado un informe que pide el reconocimiento mutuo.
De acuerdo con la jurisprudencia del Tribunal de Justicia de la Unión Europea (TJUE) basada en la Directiva 2000/78/CE relativa al establecimiento de un marco general para la igualdad de trato en el empleo y la ocupación, los empleados que mantienen una pareja civil registrada con una persona del mismo sexo deben recibir los mismos beneficios que se otorgan a sus colegas al contraer matrimonio, cuando esta institución civil no es posible para parejas del mismo sexo. El TJUE estableció este principio legal en 2008 en el caso Tadao Maruko v. Versorgungsanstalt der deutschen Bühnen con respecto a una unión registrada en Alemania. En diciembre de 2013, el TJUE confirmó esto en Frédéric Hay v. Crédit agricole mutuel con respecto a un pacto civil de solidaridad francés, que es significativamente inferior al matrimonio que una pareja de hecho registrada en Alemania.
En 2008 fue presentada ante la Asamblea General de las Naciones Unidas la declaración sobre orientación sexual e identidad de género, iniciativa de los gobiernos francés y neerlandés con el respaldo de la Unión Europea.
En 2010, el activista LGBT rumano Adrian Coman y su pareja estadounidense Robert Claibourn Hamilton se casaron en Bélgica y posteriormente intentaron mudarse a Rumania. Las autoridades locales rehusaron reconocer su matrimonio y el caso escaló hasta el TJUE. El 11 de enero de 2018, el abogado general del TJUE, Melchior Wathelet, emitió una opinión legal oficial en la que sostenía que un Estado miembro no puede negar los derechos de residencia al cónyuge del mismo sexo de un ciudadano europeo con el argumento de que no recococe el matrimonio entre personas del mismo sexo.
El 5 de junio de 2018, el TJUE falló a favor de Coman, afirmando que el término spouse («cónyuge») en la directiva 2004/38/CE es neutral en cuanto al género y, por tanto, los Estados miembro están obligados a reconocer los derechos de residencia en la Unión Europea para las parejas de ciudadanos europeos. Sin embargo, el TJUE confirmó que aún el competencia de los Estados miembro si autorizan el matrimonio entre personas del mismo sexo en sus ordenamientos jurídicos.
Según una investigación del Parlamento Europeo, algunos Estados miembro aún no otorgan en la práctica la residencia a los cónyuges del mismo sexo, como lo exige Coman and Others v Inspectoratul General pentru Imigrări and Ministerul Afacerilor Interne. De hecho, el Gobierno rumano no le había concedido la residencia al propio Hamilton pese al fallo. El 14 de septiembre de 2021, el Parlamento Europeo aprobó una resolución en la que condenaba el incumplimiento de la resolución por parte de algunos Estado miembro y llamaba a la Comisión Europea para que garantizara el respeto de los derechos de los cónyuges del mismo sexo.
En 2021, la Comisión de Peticiones del Parlamento Europeoinformó que 10 Estados miembro se niegan a reconocer a las parejas del mismo sexo como padres/madres conjuntos de sus hijos, lo que conduce a situaciones en las que dos personas reconocidas como padres en un país verían que sus lazos familiares se esfuman legalmente después de cruzar una frontera. Un problema bastante común es que los certificados de nacimiento emitidos en un Estado miembro y que enumeran a dos personas del mismo sexo como padres no son reconocidos en otros países, lo que lleva como resultado que algunos niños no tienen pasaportes. El caso V.M.A. v Stolichna Obsthina involucra a una niña nacida en España que no podía reclamar la nacionalidad búlgara porque sus madres eran una pareja de lesbianas. Un informe político encargado por la Comisión de Peticiones recomienda que la Comisión Europea o el TJUE aclaren que la Directiva 2004/38/CE también se aplica a las familias LGBT y que no deberían ser discriminadas en el ejercicio de sus derechos de libre circulación de la Unión Europea. El 14 de diciembre de 2021, el TJUE aceptó la posición de la Comisión de Peticiones y determinó que Bulgaria infringía la legislación comunitaria por no emitir documentos al hijo de la pareja de lesbianas. El fallo señala que, si bien sigue siendo una prerrogativa de un Estado miembro decidir si extiende o no el matrimonio a parejas del mismo sexo y los derechos de adopción LGBT a sus ciudadanos, esta potestad no puede ejercerse a expensas de que la niña sea privada de la relación con una de sus madres mientras ejerce su derecho a la libertad de circulación dentro de la Unión Europea.

#### Tratados internacionales
El Tratado de la Unión Europea, en su última versión actualizada por el Tratado de Lisboa en 2007 y en vigor a partir de 2009, hace que la Carta de los Derechos Fundamentales de la Unión Europea sea jurídicamente vinculante para los Estados miembro de la Unión Europea y las instituciones comunitarias. A su vez, el artículo 21 de la Carta de los Derechos Fundamentales de la Unión Europea incluye una disposición contra la discriminación que establece que «se prohíbe toda discriminación, y en particular la ejercida por [...] orientación sexual».
Además, el Tratado de Funcionamiento de la Unión Europea establece en el artículo 10 que la Unión Europea tiene la obligación positiva de combatir la discriminación, entre otras cosas, por motivos de orientación sexual y el artículo 19 provee las formas en que el Consejo y el Parlamento Europeo pueden proponer activamente la aprobación de leyes para hacerlo. Estas disposiciones fueron promulgadas por el Tratado de Ámsterdam en 1999.

### Estados con reconocimiento general
| Estatus | País                 | Entrada en vigor | Censo (último efectuado)                      |
| --- | -------------------- | ---------------- | --------------------------------------------- |
| Matrimonio (17 países) * En nueve países que ha aprobado el matrimonio, también hay otros tipos de uniones disponibles. ** Aún no ha entrado en vigor. | Alemania             | 2017             | 80 716 000                                    |
| Matrimonio (17 países) * En nueve países que ha aprobado el matrimonio, también hay otros tipos de uniones disponibles. ** Aún no ha entrado en vigor. | Austria*             | 2019             | 8 504 850                                     |
| Matrimonio (17 países) * En nueve países que ha aprobado el matrimonio, también hay otros tipos de uniones disponibles. ** Aún no ha entrado en vigor. | Bélgica*             | 2003             | 11 198 638                                    |
| Matrimonio (17 países) * En nueve países que ha aprobado el matrimonio, también hay otros tipos de uniones disponibles. ** Aún no ha entrado en vigor. | Dinamarca            | 2012             | 5 655 750                                     |
| Matrimonio (17 países) * En nueve países que ha aprobado el matrimonio, también hay otros tipos de uniones disponibles. ** Aún no ha entrado en vigor. | España*              | 2005             | 46 704 314                                    |
| Matrimonio (17 países) * En nueve países que ha aprobado el matrimonio, también hay otros tipos de uniones disponibles. ** Aún no ha entrado en vigor. | Finlandia            | 2017             | 5 470 820                                     |
| Matrimonio (17 países) * En nueve países que ha aprobado el matrimonio, también hay otros tipos de uniones disponibles. ** Aún no ha entrado en vigor. | Francia*             | 2013             | 66 030 000                                    |
| Matrimonio (17 países) * En nueve países que ha aprobado el matrimonio, también hay otros tipos de uniones disponibles. ** Aún no ha entrado en vigor. | Islandia             | 2010             | 325 671                                       |
| Matrimonio (17 países) * En nueve países que ha aprobado el matrimonio, también hay otros tipos de uniones disponibles. ** Aún no ha entrado en vigor. | Irlanda              | 2015             | 4 609 600                                     |
| Matrimonio (17 países) * En nueve países que ha aprobado el matrimonio, también hay otros tipos de uniones disponibles. ** Aún no ha entrado en vigor. | Luxemburgo*          | 2015             | 549 680                                       |
| Matrimonio (17 países) * En nueve países que ha aprobado el matrimonio, también hay otros tipos de uniones disponibles. ** Aún no ha entrado en vigor. | Malta*               | 2017             | 446 547                                       |
| Matrimonio (17 países) * En nueve países que ha aprobado el matrimonio, también hay otros tipos de uniones disponibles. ** Aún no ha entrado en vigor. | Noruega              | 2009             | 5 136 700                                     |
| Matrimonio (17 países) * En nueve países que ha aprobado el matrimonio, también hay otros tipos de uniones disponibles. ** Aún no ha entrado en vigor. | Países Bajos         | 2001             | 16 856 620                                    |
| Matrimonio (17 países) * En nueve países que ha aprobado el matrimonio, también hay otros tipos de uniones disponibles. ** Aún no ha entrado en vigor. | Portugal*            | 2010             | 10 427 301                                    |
| Matrimonio (17 países) * En nueve países que ha aprobado el matrimonio, también hay otros tipos de uniones disponibles. ** Aún no ha entrado en vigor. | Reino Unido          | 2020             | 67 647 579                                    |
| Matrimonio (17 países) * En nueve países que ha aprobado el matrimonio, también hay otros tipos de uniones disponibles. ** Aún no ha entrado en vigor. | Suecia               | 2009             | 10 161 797                                    |
| Matrimonio (17 países) * En nueve países que ha aprobado el matrimonio, también hay otros tipos de uniones disponibles. ** Aún no ha entrado en vigor. | Suiza**              | 2022             | 8 183 800                                     |
| Subtotal | —                    | —                | 348 625 667 (46.70 % de la población europea) |
| Reconocimiento de matrimonio en el extranjero (1 país - también reconoce las uniones civiles)                                                          | Estonia              | 2016             | 1 315 819                                     |
| Subtotal | —                    | —                | 1 315 819 (0.18 % de la población europea)    |
| Uniones civiles (12 países) * En cuatro de los países que han aprobado uniones civiles, también hay otros tipos de uniones disponibles.                | Andorra*             | 2005             | 85 082                                        |
| Uniones civiles (12 países) * En cuatro de los países que han aprobado uniones civiles, también hay otros tipos de uniones disponibles.                | Croacia              | 2014             | 4 284 889                                     |
| Uniones civiles (12 países) * En cuatro de los países que han aprobado uniones civiles, también hay otros tipos de uniones disponibles.                | Chipre               | 2015             | 1 117 000                                     |
| Uniones civiles (12 países) * En cuatro de los países que han aprobado uniones civiles, también hay otros tipos de uniones disponibles.                | Eslovenia            | 2006             | 2 061 085                                     |
| Uniones civiles (12 países) * En cuatro de los países que han aprobado uniones civiles, también hay otros tipos de uniones disponibles.                | Grecia               | 2015             | 10 816 286                                    |
| Uniones civiles (12 países) * En cuatro de los países que han aprobado uniones civiles, también hay otros tipos de uniones disponibles.                | Hungría*             | 2009             | 9 877 365                                     |
| Uniones civiles (12 países) * En cuatro de los países que han aprobado uniones civiles, también hay otros tipos de uniones disponibles.                | Italia*              | 2016             | 60 782 668                                    |
| Uniones civiles (12 países) * En cuatro de los países que han aprobado uniones civiles, también hay otros tipos de uniones disponibles.                | Liechtenstein        | 2011             | 37 132                                        |
| Uniones civiles (12 países) * En cuatro de los países que han aprobado uniones civiles, también hay otros tipos de uniones disponibles.                | Mónaco               | 2020             | 36 371                                        |
| Uniones civiles (12 países) * En cuatro de los países que han aprobado uniones civiles, también hay otros tipos de uniones disponibles.                | Montenegro           | 2021             | 647 905                                       |
| Uniones civiles (12 países) * En cuatro de los países que han aprobado uniones civiles, también hay otros tipos de uniones disponibles.                | República Checa*     | 2006             | 10 513 209                                    |
| Uniones civiles (12 países) * En cuatro de los países que han aprobado uniones civiles, también hay otros tipos de uniones disponibles.                | San Marino           | 2019             | 32 570                                        |
| Subtotal | —                    | —                | 100 291 562 (13.44 % de la población europea) |
| Convivencia no registrada (2 países) | Eslovaquia           | 2018             | 5 415 949                                     |
| Convivencia no registrada (2 países) | Polonia              | 2012             | 38 483 957                                    |
| Subtotal | —                    | —                | 43 899 906 (5.08 % de la población europea)   |
| Total | —                    | —                | 494 132 954 (66.18 % de la población europea) |
| Sin reconocimiento (8 países) | Albania              | —                | 3 020 209                                     |
| Sin reconocimiento (8 países) | Azerbaiyán           | —                | 9 494 600                                     |
| Sin reconocimiento (8 países) | Bosnia y Herzegovina | —                | 3 871 643                                     |
| Sin reconocimiento (8 países) | Kazajistán           | —                | 17 948 816                                    |
| Sin reconocimiento (8 países) | Macedonia del Norte  | —                | 2 058 539                                     |
| Sin reconocimiento (8 países) | Rumania              | —                | 19 942 642                                    |
| Sin reconocimiento (8 países) | Turquía              | —                | 76 667 864                                    |
| Sin reconocimiento (8 países) | Ciudad del Vaticano  | —                | 842                                           |
| Subtotal | —                    | —                | 133 005 155 (17.81 % de la población europea) |
| Prohibición constitucional del matrimonio igualitario (14 países) ** Hay otros tipos de uniones disponibles.                                           | Armenia              | 2015             | 3 018 854                                     |
| Prohibición constitucional del matrimonio igualitario (14 países) ** Hay otros tipos de uniones disponibles.                                           | Bielorrusia          | 1994             | 9 475 100                                     |
| Prohibición constitucional del matrimonio igualitario (14 países) ** Hay otros tipos de uniones disponibles.                                           | Bulgaria             | 1991             | 7 364 570                                     |
| Prohibición constitucional del matrimonio igualitario (14 países) ** Hay otros tipos de uniones disponibles.                                           | Croacia**            | 2013             | 4 284 889                                     |
| Prohibición constitucional del matrimonio igualitario (14 países) ** Hay otros tipos de uniones disponibles.                                           | Eslovaquia**         | 2014             | 5 415 949                                     |
| Prohibición constitucional del matrimonio igualitario (14 países) ** Hay otros tipos de uniones disponibles.                                           | Georgia              | 2018             | 4 935 880                                     |
| Prohibición constitucional del matrimonio igualitario (14 países) ** Hay otros tipos de uniones disponibles.                                           | Hungría**            | 2012             | 9 877 365                                     |
| Prohibición constitucional del matrimonio igualitario (14 países) ** Hay otros tipos de uniones disponibles.                                           | Letonia              | 2006             | 1 990 300                                     |
| Prohibición constitucional del matrimonio igualitario (14 países) ** Hay otros tipos de uniones disponibles.                                           | Lituania             | 1992             | 2 944 459                                     |
| Prohibición constitucional del matrimonio igualitario (14 países) ** Hay otros tipos de uniones disponibles.                                           | Moldavia             | 1994             | 3 557 600                                     |
| Prohibición constitucional del matrimonio igualitario (14 países) ** Hay otros tipos de uniones disponibles.                                           | Montenegro**         | 2007             | 647 905                                       |
| Prohibición constitucional del matrimonio igualitario (14 países) ** Hay otros tipos de uniones disponibles.                                           | Rusia                | 2020             | 143 700 000                                   |
| Prohibición constitucional del matrimonio igualitario (14 países) ** Hay otros tipos de uniones disponibles.                                           | Serbia               | 2006             | 7 209 764                                     |
| Prohibición constitucional del matrimonio igualitario (14 países) ** Hay otros tipos de uniones disponibles.                                           | Ucrania              | 1996             | 44 291 413                                    |
| Subtotal | —                    | —                | 248 714 048 (33.31 % de la población europea) |
| Total | —                    | —                | 381 719 203 (51.13 % de la población europea) |

### Estados con reconocimiento parcial y no reconocidos
| Estatus                                                        | País             | Entrada en vigor | Censo (último efectuado) |
| -------------------------------------------------------------- | ---------------- | ---------------- | ------------------------ |
| Sin reconocimiento (5 países)                                  | Abjasia          | —                | 243 564                  |
| Sin reconocimiento (5 países)                                  | Chipre del Norte | —                | 313 626                  |
| Sin reconocimiento (5 países)                                  | Kosovo           | —                | 1 907 592                |
| Sin reconocimiento (5 países)                                  | Osetia del Sur   | —                | 51 547                   |
| Sin reconocimiento (5 países)                                  | Transnistria     | —                | 475 665                  |
| Subtotal                                                       | —                | —                | 2 991 994                |
| Prohibición constitucional del matrimonio igualitario (1 país) | Artsaj           | 2006             | 150 932                  |
| Subtotal                                                       | —                | —                | 150 932                  |
| Total                                                          | —                | —                | 3 142 926                |

### Entidades subnacionales
| Estatus                       | País        | Jurisdicción        | Entrada en vigor | Censo (último efectuado)                 |
| ----------------------------- | ----------- | ------------------- | ---------------- | ---------------------------------------- |
| Matrimonio (8 jurisdicciones) | Dinamarca   | Islas Feroe         | 2017             | 49 198                                   |
| Matrimonio (8 jurisdicciones) | Reino Unido | Acrotiri y Dhekelia | 2014             | 15 700                                   |
| Matrimonio (8 jurisdicciones) | Reino Unido | Alderney            | 2018             | 2020                                     |
| Matrimonio (8 jurisdicciones) | Reino Unido | Gibraltar           | 2016             | 32 194                                   |
| Matrimonio (8 jurisdicciones) | Reino Unido | Guernsey            | 2017             | 62 948                                   |
| Matrimonio (8 jurisdicciones) | Reino Unido | Isla de Man         | 2016             | 84 497                                   |
| Matrimonio (8 jurisdicciones) | Reino Unido | Jersey              | 2018             | 100 080                                  |
| Matrimonio (8 jurisdicciones) | Reino Unido | Sark                | 2020             | 600                                      |
| Total                         |             |                     |                  | 347 237 (0.05 % de la población europea) |

## Proyectos de ley

### Matrimonio

#### Propuestas del Ejecutivo o de la mayoría parlamentaria
Andorra: el 10 de marzo de 2020, los tres partidos que forman la coalición de gobierno —Demócratas, Liberales y Ciudadanos Comprometidos— presentaron el borrador de un proyecto de ley para legalizar el matrimonio entre personas del mismo sexo. Tras consultar con el Ilustre Colegio de Abogados y el Consejo Superior de Justicia, el proyecto de ley fue presentado en el Consejo General el 24 de noviembre y se encuentra en consulta pública hasta el 4 de enero de 2022, más de un año después de su introducción, tras varias extensiones.
 Liechtenstein: el 29 de septiembre de 2021, el Parlamento celebró un debate en el que la mayoría de los partidos políticos coincidieron, a rasgos generales, en que debería legalizarse el matrimonio entre personas del mismo sexo. Han convocado consultas públicas antes de legislar sobre el tema.

### Sociedad no matrimonial

#### Propuestas del Ejecutivo o de la mayoría parlamentaria
Bosnia y Herzegovina: en octubre de 2018, el Gobierno de la Federación de Bosnia y Herzegovina anunció la formación de un grupo de trabajo para examinar la situación jurídica de las parejas LGBT en su territorio, con el objetivo final de proponer una solución legal para las uniones civiles del mismo sexo. El grupo de trabajo se estableció en enero de 2020 y debía comenzar a trabajar en abril, pero su labor se pospuso debido a la pandemia de COVID-19.
 Lituania: en diciembre de 2020, el diputado Tomas Raskevičius del Partido de la Libertad dijo que el Gobierno lituano presentará un proyecto de ley para las uniones civiles en marzo de 2021, que no se concretó. La introducción del proyecto de ley era una condición para la creación de la coalición gobernante.
 Kosovo: el 7 de julio de 2020, el ministro de Justicia, Selim Selimi, presentó un Código Civil revisado que, según manifestó, incluía un camino para permitir las uniones civiles entre personas del mismo sexo, al tiempo que solo permitía el matrimonio a las parejas del sexo opuesto. Después de que se apruebe, se requerirá una ley especial para las uniones civiles.
 Serbia: en noviembre de 2020, Gordana Čomić, ministra de Derechos Humanos y de las Minorías y Diálogo Social, anunció que una ley sobre las parejas de hecho del mismo sexo se presentaría en el Parlamento en la primera mitad de 2021.

## Opinión pública
El apoyo público al matrimonio igualitario de los Estados miembro de la Unión Europea, medido en una encuesta de 2015, es superior en los Países Bajos (91 %), Suecia (90 %), Dinamarca (87 %), España (84 %), Irlanda (80 %), Bélgica (77 %), Luxemburgo (75 %), Reino Unido (71 %) y Francia (71 %). En los últimos años, el apoyo ha aumentado de forma más significativa en Malta, del 18 % en 2006 al 65 % en 2015 y en Irlanda del 41 % en 2006 al 80 % en 2015.
Después de la aprobación del matrimonio entre personas del mismo sexo en Portugal en enero de 2010, el 52 % de la población declaró estar a favor de la legislación. En 2008, el 58 % de los votantes noruegos apoyó el matrimonio igualitario, que se introdujo ese mismo año, y el 31 % estaba en contra. En enero de 2013, el 54.1 % de los italianos encuestados apoyaba el matrimonio LGBT. En una encuesta de finales de enero de 2013, el 77.2 % de los italianos encuestados apoyaba el reconocimiento de las uniones entre personas del mismo sexo. Según una encuesta de Ipsos publicada en 2021, el 83 % de los italianos estaba a favor del reconocimiento legal de las parejas LGBT, el 10 % declaró estar en contra y el 7 % no tenía una posición específica sobre el tema. 59 % de los italianos encuestados afirmaron estar a favor de que las parejas del mismo sexo adopten en forma conjunta, mientras que el 36 % se opuso.
En Grecia, el apoyo se triplicó con creces entre 2006 y 2017. En 2006, el 15 % de los griegos dijeron que estaban de acuerdo con que se permitiera el matrimonio igualitario en toda Europa, aumentando al 50.04 % en 2017. Una encuesta en 2020 indicó que el 56 % de la población griega acepta el matrimonio LGBT.
En Irlanda, una encuesta de 2008 reveló que el 84 % de las personas apoyaba las uniones civiles para parejas del mismo sexo (y el 58 % para el matrimonio entre personas del mismo sexo), mientras que una encuesta de 2010 mostró que el 67 % apoyaba el matrimonio entre personas del mismo sexo para 2012. esta cifra había subido al 73 % en apoyo. El 22 de mayo de 2015, el 62.1 % del electorado irlandés votó a favor de incorporar el matrimonio igualitario en la Constitución en igual de derechos al matrimonio heterosexual.
En Croacia, una encuesta realizada en noviembre de 2013 reveló que el 59 % de los croatas piensa que el matrimonio debería definirse constitucionalmente como una unión entre un hombre y una mujer, mientras que el 31 % no está de acuerdo con la idea. En Polonia, el apoyo a los matrimonios entre personas del mismo sexo ha aumentado del 17 % en 2006 al 45 % en 2019, según el Eurobarómetro; otras encuestas muestran que la mayoría apoya las uniones registradas.
En la Unión Europea, el apoyo tiende a ser más bajo en Bulgaria, Letonia, Hungría, Rumania, Eslovaquia y Lituania. El promedio de apoyo al matrimonio igualitario en la Unión Europea a partir de 2006, cuando tenía 25 miembros, era del 44 %, que había descendido de un porcentaje anterior del 53 %. El cambio fue provocado por la incorporación de países socialmente conservadores en la Unión Europea. En 2015, con 28 miembros, el apoyo promedio era del 61 %.
A continuación, se resumen los resultados de la encuestas de opinión más recientes por país:
     Indica que el país/territorio ha legalizado el matrimonio entre personas del mismo sexo en todo el país
     Indica que el matrimonio entre personas del mismo sexo es legal en ciertas partes del país
     Indica que el país tiene uniones civiles o sociedades registradas
| País                 | Encuestador                  | Año  | A favor   | En contra | Neutral | Fuente                  |
| -------------------- | ---------------------------- | ---- | --------- | --------- | ------- | ----------------------- |
| Andorra              | Institut d'Estudis Andorrans | 2013 | 70%       | 19%       | 11%     | [ 126 ]                 |
| Armenia              | Pew Research Center          | 2015 | 3%        | 96%       | 1%      | [ 127 ] [ 128 ]         |
| Austria              | Eurobarometer                | 2019 | 66%       | 30%       | 4%      | [ 129 ]                 |
| Bielorrusia          | Pew Research Center          | 2015 | 16%       | 81%       | 3%      | [ 127 ] [ 128 ] [ 130 ] |
| Bélgica              | Eurobarometer                | 2019 | 82%       | 17%       | 1%      | [ 129 ]                 |
| Bosnia y Herzegovina | Pew Research Center          | 2016 | 13%       | 84%       | 4%      | [ 127 ] [ 128 ]         |
| Bulgaria             | Eurobarometer                | 2019 | 16%       | 74%       | 10%     | [ 129 ]                 |
| Croacia              | Eurobarometer                | 2019 | 39%       | 55%       | 6%      | [ 129 ]                 |
| Chipre               | Eurobarometer                | 2019 | 36%       | 60%       | 4%      | [ 129 ]                 |
| República Checa      | Median agency                | 2019 | 67%       | -         | -       | [ 131 ]                 |
| Dinamarca            | Eurobarometer                | 2019 | 89%       | 8%        | 3%      | [ 129 ]                 |
| Estonia              | Eurobarometer                | 2019 | 41%       | 51%       | 8%      | [ 129 ]                 |
| Finlandia            | Eurobarometer                | 2019 | 76%       | 21%       | 3%      | [ 129 ]                 |
| Francia              | Ipsos                        | 2021 | 59%       | 7%        |         | [ 132 ]                 |
| Georgia              | Pew Research Center          | 2016 | 3%        | 95%       | 2%      | [ 127 ] [ 128 ]         |
| Alemania             | Ipsos                        | 2021 | 68%       |           |         | [ 132 ]                 |
| Grecia               | Kapa Research                | 2020 | 56% (60%) | 30% (30%) | 4%      | [ 133 ]                 |
| Hungría              | Ipsos                        | 2021 | 46%       | 18%       |         | [ 132 ]                 |
| Islandia             | Gallup                       | 2004 | 87%       | -         | -       | [ 134 ]                 |
| Irlanda              | Eurobarometer                | 2019 | 79%       | 13%       | 8%      | [ 129 ]                 |
| Italia               | Ipsos                        | 2021 | 63%       | 30%       | 7%      | [ 132 ]                 |
| Letonia              | Eurobarometer                | 2019 | 24%       | 70%       | 6%      | [ 129 ]                 |
| Liechtenstein        | Liechtenstein Institut       | 2021 | 72%       | 28%       | 0%      | [ 135 ]                 |
| Lituania             | Eurobarometer                | 2019 | 30%       | 63%       | 7%      | [ 129 ]                 |
| Luxemburgo           | Eurobarometer                | 2019 | 85%       | 9%        | 6%      | [ 129 ]                 |
| Malta                | Eurobarometer                | 2019 | 67%       | 25%       | 8%      | [ 129 ]                 |
| Moldavia             | Pew Research Center          | 2015 | 5%        | 92%       | 3%      | [ 127 ] [ 128 ]         |
| Países Bajos         | Eurobarometer                | 2019 | 92%       | 8%        | 0%      | [ 129 ]                 |
| Noruega              | Pew Research Center          | 2017 | 72%       | 19%       | 9%      | [ 130 ]                 |
| Polonia              | Ipsos                        | 2021 | 29%       | 22%       |         | [ 132 ]                 |
| Portugal             | Eurobarometer                | 2019 | 74%       | 20%       | 6%      | [ 129 ]                 |
| Rumania              | Eurobarometer                | 2019 | 29%       | 63%       | 8%      | [ 129 ]                 |
| Rusia                | Ipsos                        | 2021 | 17%       | 52%       |         | [ 132 ]                 |
| Serbia               | Pew Research Center          | 2015 | 12%       | 83%       | 4%      | [ 127 ] [ 128 ]         |
| Eslovaquia           | Eurobarometer                | 2019 | 20%       | 70%       | 10%     | [ 129 ]                 |
| Eslovenia            | Eurobarometer                | 2019 | 62%       | 35%       | 3%      | [ 129 ]                 |
| España               | Eurobarometer                | 2019 | 86%       | 9%        | 5%      | [ 129 ]                 |
| Suecia               | Ipsos                        | 2021 | 79%       | 3%        |         | [ 132 ]                 |
| Suiza                | gfs-zürich                   | 2020 | 81%       | 18%       | 1%      | [ 136 ]                 |
| Turquía              | Ipsos                        | 2021 | 24%       | 25%       |         | [ 132 ]                 |
| Ucrania              | Pew Research Center          | 2016 | 9%        | 85%       | 6%      | [ 127 ] [ 128 ]         |
| Reino Unido          | Ipsos                        | 2021 | 68%       | 7%        |         | [ 129 ]                 |

| País              | Encuestador                              | Año  | A favor | En contra | Neutral | Fuente          |
| ----------------- | ---------------------------------------- | ---- | ------- | --------- | ------- | --------------- |
| Islas Feroe       | Spyr.fo                                  | 2019 | 71.1%   | 12.6%     | 16.7%   | [ 137 ]         |
| Gibraltar         | Inter-Ministerial Committee Consultation | 2015 | 63%     | 37%       | 0%      | [ 138 ]         |
| Irlanda del Norte | YouGov                                   | 2019 | 55%     | -         | -       | [ 139 ] [ 140 ] |